# Orosí
Orosí-Cacao  – wulkan w kompleksie wulkanicznym Orosi w Kostaryce, znajduje się w paśmie Cordillera de Guanacaste na obszarze Parku Narodowego Guanacaste. Wulkan wznosi się na wysokość 1486 m n.p.m.
Jego krater i stoki porośnięte są drzewami. Wulkan Orosí jest stratowulkanem

## Historia
Pierwsze badania wulkanu zostały przeprowadzone w 1899 roku przez wulkanologa Carlosa Sappera. Wulkan powstał prawdopodobnie w okresie holocenu. Pierwsze wzmianki o erupcji zostały zapisane w 1844 roku i w 1849, jednakże naukowcy podejrzewają, że te oznaki aktywności pochodziły od pobliskiego wulkanu Rincón de la Vieja. Według badań wulkan był aktywny 3500 lat temu.